# HLA-B63

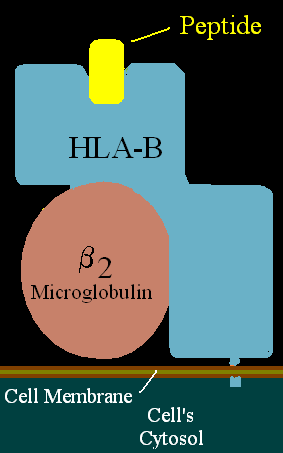

HLA-B63 هو نمط مصلي من مستضد الكريات البيضاء البشرية-ب.